# Архілоскало
Архілоскало (груз. არხილოსკალო) — село в Грузії.
За даними перепису населення 2014 року в селі проживає 980 осіб.